# Andrews (Carolina del Sud)
Andrews és una població dels Estats Units a l'estat de Carolina del Sud. Segons el cens del 2000 tenia 3.068 habitants.

## Demografia
Segons el cens del 2000, Andrews tenia 3.068 habitants, 1.182 habitatges i 843 famílies. La densitat de població era de 538,4 habitants/km².
Dels 1.182 habitatges en un 35,5% hi vivien nens de menys de 18 anys, en un 40,2% hi vivien parelles casades, en un 26,4% dones solteres, i en un 28,6% no eren unitats familiars. En el 26,3% dels habitatges hi vivien persones soles l'11,6% de les quals corresponia a persones de 65 anys o més que vivien soles. El nombre mitjà de persones vivint en cada habitatge era de 2,6 i el nombre mitjà de persones que vivien en cada família era de 3,12.
Per edats la població es repartia de la següent manera: un 30,5% tenia menys de 18 anys, un 8,8% entre 18 i 24, un 25,3% entre 25 i 44, un 22,1% de 45 a 60 i un 13,3% 65 anys o més.
L'edat mediana era de 35 anys. Per cada 100 dones de 18 o més anys hi havia 73,3 homes.
La renda mediana per habitatge era de 19.375$ i la renda mediana per família de 22.750$. Els homes tenien una renda mediana de 24.891$ mentre que les dones 17.344$. La renda per capita de la població era de 12.105$. Entorn del 30,8% de les famílies i el 34,2% de la població estaven per davall del llindar de pobresa.

## Poblacions més properes
El següent diagrama mostra les poblacions més properes.